# SpaceX发射设施

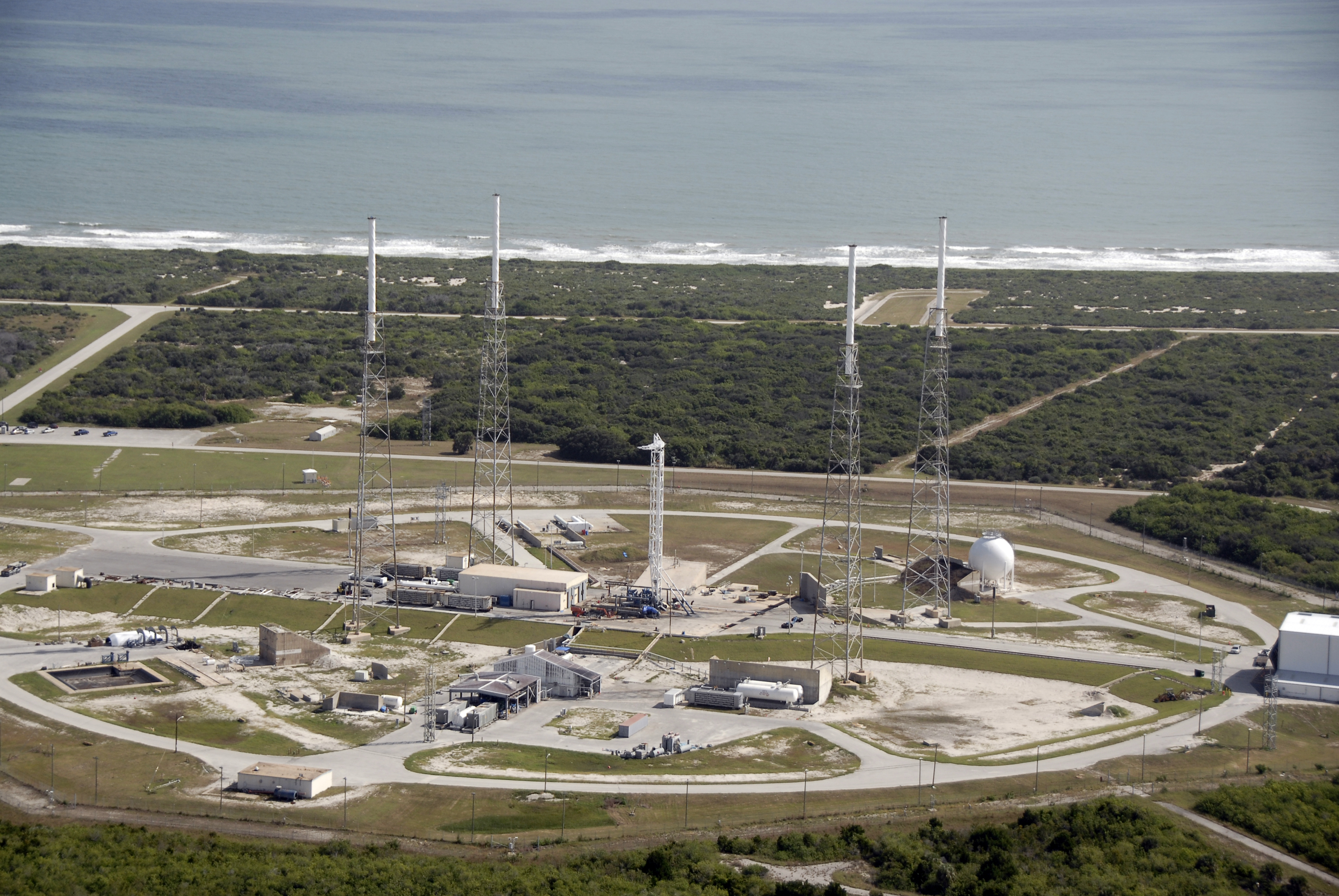
位於佛羅里達州卡納維拉爾角的獵鷹九號發射場。

SpaceX运营著四個發射場地：卡納維爾角空軍基地40號航太發射複合體（SLC-40）、范登堡空軍基地太空發射複合體4E（SLC-4E）、甘迺迪航天中心39號發射台（LC-39A）和SpaceX南德克薩斯發射場。2016年9月的Amos-6事故損壞了40號太空發射場，其修復工作於2017年12月完成。SpaceX相信，通過將發射任務劃分為以下四個發射場地，他們可以優化發射操作並降低發射成本：甘迺迪航天中心39號發射台用於NASA發射；卡納維爾角空軍基地40號航太發射複合體用於美國空軍國家安全發射；范登堡空軍基地太空發射複合體4用於繞極軌道；南德克薩斯發射場用於商業發射。
SpaceX首席運營官格溫妮·肖特韋爾（Gwynne Shotwell）在2014年表示，“我們在所有地點都在擴展”，“最終您會看到很多SpaceX發射場，以滿足我們預期的未來需求。” 截至2016年6月， SpaceX討論了初步計劃，即在2019年以後每年平均發射90枚火箭。SpaceX表示，根據市場需求，除德克薩斯州的位置外，他們可能還需要另一個商業發射場。
2016年，SpaceX簽署了一項為期五年的租約，以使用卡納維拉爾港53,000平方英尺（4,900平方米）的舊Spacehab大樓。他们還計劃在附近建造用於翻新火箭的新建築物。
此外，SpaceX還使用亞軌道測試設施，即位于德克薩斯州的SpaceX Rocket開發和測試設施。与此同时，他们还在新墨西哥州建設了一個高空亞軌道測試設施，但在轉為商業飛行任務的飛行測試後被廢棄了。
SpaceX表示，他們認為目前正在使用或正在建設的四個軌道設施中的每一個都有一個利基市場，並且他們有足夠的發射業務來填滿每個墊塊。前提是到十年后，SpaceX经营良好。

## 卡納維爾角空軍基地

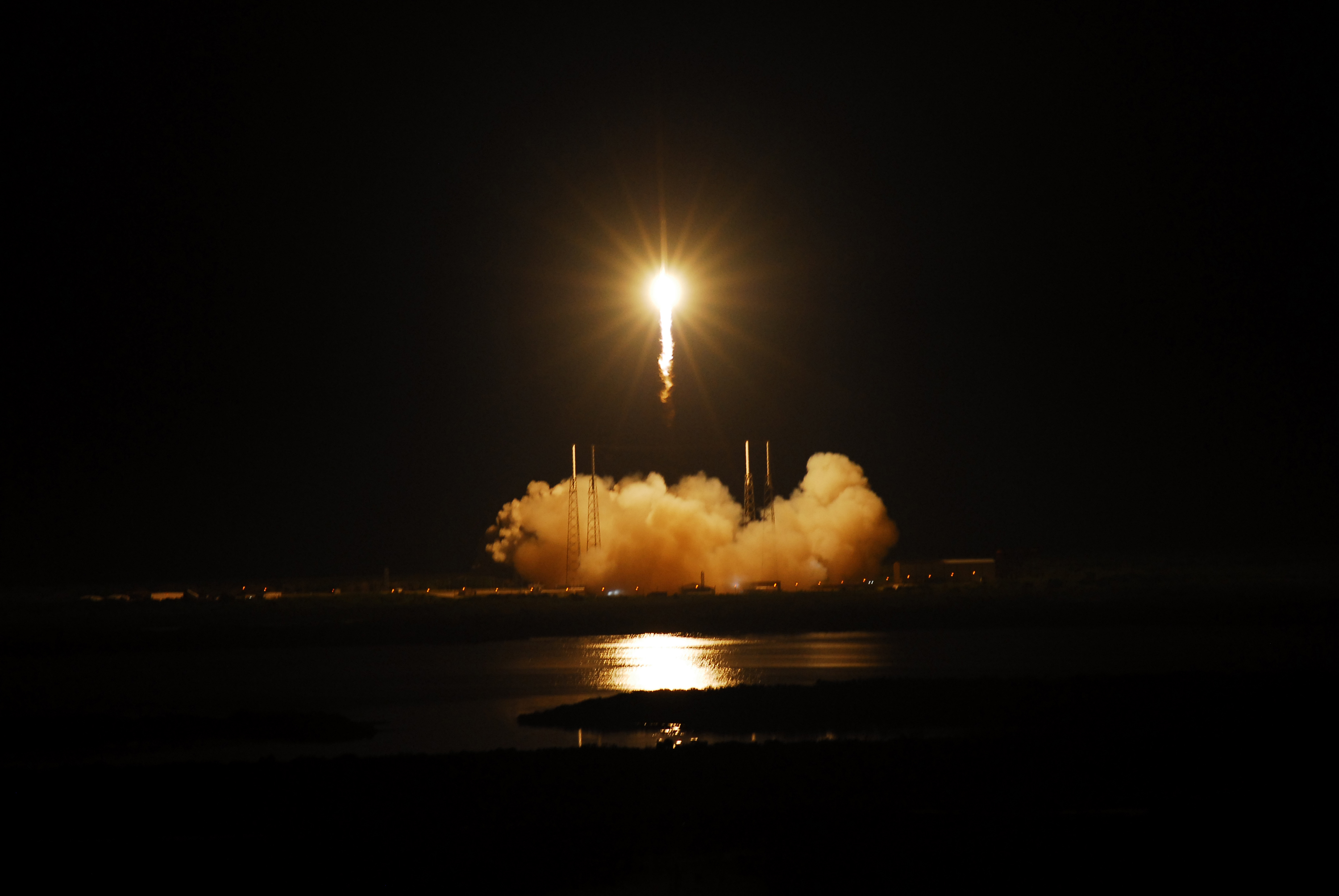
2012年5月，SpaceX卡納維爾角空軍基地發射複合體上方的獵鷹9號 Flight 3。

2007年，美國空軍將卡納維爾角空軍基地40號航太發射複合體（SLC-40）租賃給SpaceX，以發射獵鷹9號火箭。在2008年4月，開始了支持SpaceX Falcon 9火箭發射所必需的地面設施的建設：改造包括安裝新的液氧和煤油罐以及建造用於火箭和有效載荷準備的機庫。
第一架獵鷹9號火箭於2008年末到達SLC-40，並於2009年1月10日首次架起。它於2010年6月4日首次發射升空，並搭載了一個虛擬有效載荷鑑定裝置，成功進入了軌道。為了支持獵鷹9號 v1.1運載火箭的發射，SpaceX在2013年對其發射台進行了修改，這是重型火箭的60％，重新對準的發動機的推力比v1.0版本高60％，油箱長60％獵鷹9號戰艦，需要改裝的運輸車/豎立飛機。
2016年9月，獵鷹9號火箭在液氧裝填期間爆炸，為熱火試驗做準備時，該墊子受損。自2017年12月SpaceX CRS-13任務爆炸發生以來，該墊塊首次得到維修和使用。

## 甘迺迪太空中心
2013年初，NASA决定将未使用的发射台租出去，以降低未使用的政府设施的年运营和维护成本。在此之前，SpaceX就在与其他公司竞标，并被选上。SpaceX打算使用发射台来进行将来的载人任务，但 SpaceX 在 2013 年 9 月表示，他们也愿意支持 LC-39A 的多用户安排，2013年12月，SpaceX正式与NASA商谈，将肯尼迪航天中心39A发射台租下来。
蓝色起源提交了一份关于该发射中心商业使用的竞争性投标，该公司希望获得该发射中心的非排他性共享使用权，这样就可以与多艘火箭对接，并且可以长期分摊发射台的运营成本。计划中的一个潜在共享用户是联合发射联盟（简称ULA）。